# Lettiska köket

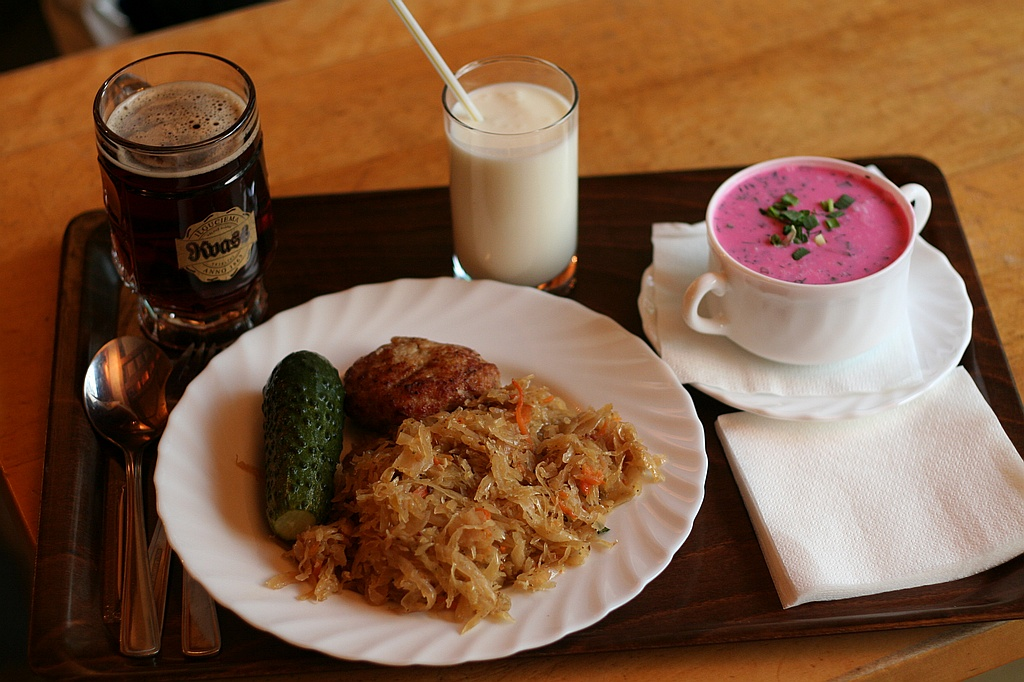
Middag med kall borstj, kokt vitkål, en kotlett, en asiagurka, kefir och kvass.

Lettiska köket består vanligtvis av jordbruksprodukter, och kött finns i de flesta rätter. Eftersom Lettland ligger på Östersjöns västkust är fisk en stor del av köket. Lettiska köket har influerats av dess angränsande länder. Vanliga ingredienser i lettiska recept är bland andra potatis, vete, korn, vitkål, lök, ägg och fläsk. Lettisk mat är ofta ganska fet, och med få kryddor. Ett typexempel på en lettisk maträtt är kokta, gråa ärtor med baconbitar. Gråa ärtor och skinka anses vara stapelvaror i Lettland. 
En traditionell lettisk ost är Ķimeņu siers, en ost gjord på kummin, som vanligtvis serveras under jāņi (midsommar). Andra rätter är borstj (rödbetsoppa) och sauerkraut. Det finns även en lettisk version av smörgåsbordet, så kallat aukstais galds. Lettland har en egen version av pirog. Lettiska piroger är ugnsbakade. Populära drycker är öl, vodka och balzam.
Inlagd svamp är en lettisk specialitet.